# یورو ان‌سی‌ای‌پی
یورو اِن‌سی‌اِی‌پی (به انگلیسی: Euro NCAP) که مخفف عبارت انگلیسی European New Car Assessment Programme به معنی برنامه ارزیابی خودروهای جدیدی اروپایی می‌باشد، برنامه بررسی عملکرد ایمنی خودروهایی می‌باشد که در قاره اروپا تولید یا مورد استفاده قرار می‌گیرند.
این برنامه از سال ۱۹۹۷ کار خود را در بروکسل بلژیک و با پشتیبانی آزمایشگاه تحقیقات ترابری که زیر نظر وزارت ترابری بریتانیا فعالیت می‌کرد، آغاز کرد. این برنامه را اغلب کشورهای اتحادیه اروپا پشتیبانی می‌کنند و نتایج بررسی‌های آن مورد تأیید بوده است.